# Єгипетська фондова біржа
Єгипетська фондова біржа (араб. البورصة المصرية англ. Egyptian Exchange, EGX)— єгипетська фондова біржа в Каїрі та Александрії. До 2008 року мала назву Фондова біржа Каїру і Александрії.

## Загальні та історичні дані
Єгипетська фондова біржа має дві складові — Александрійська біржа (Alexandria Stock Exchange), відкрита 1888 року, та Каїрська біржа (Cairo Stock Exchange), відкрита 1903 року. 
Об'єднання бірж відбулося на початку 1920-х років. У 1940—61 роках об'єднані біржі входили до п'ятірки найбільйших фондових майданчиків світу. 
У 1961 році в рамках економічних реформ біржу було націоналізовано й закрито. 
1992 року в зв'язку з черговою зміною економічного курсу урядом було прийнято Закон про ринок капіталів, що поновлював діяльність біржі. 
У теперішній час Єгипетська фондова біржа належить державі, однак управляється на комерційних основах.
- Обсяг торгів: $26,241 млрд (2005).
- Лістинг: 694 компанії (2006).
- Капіталізація: $76,665 млрд (2006).
- Головний фондовий індекс EGX 30 (раніше CASE 30) відображає вартість 30 найбільш ліквідних акцій єгипетських компаній, що провадять торги на біржі.

У 2008 році біржа була перейменована у Єгипетську фондову біржу.

## Події
У 1907 році в результаті кризи, спровокованої банкрутством великого александрійського банку Cassa di Sconto, Каїрська біржа зазнала біржового краху й була закрита. Торги були поновлені лише 1909 року.